# William A. Graham (Regisseur)
William A. Graham (* 15. Mai 1926 in New York City; † 12. September 2013 in Malibu, Kalifornien) war ein US-amerikanischer Filmregisseur und Filmproduzent, der vor allem für seine Kinofilme bekannt wurde, darunter Wasserloch Nr. 3, Tauchfahrt in die Hölle, Ein himmlischer Schwindel, Wo die Lilien blühen oder Rückkehr zur blauen Lagune.

## Leben und Karriere
William A. Graham, geboren 1926 in New York City, diente zuerst in der Marine, bevor er an der Yale University studierte. Nach seinem Studium in Yale studierte er noch an der Neighborhood Playhouse in New York, bevor er Mitte der 1950er Jahre begann als Regisseur beim Fernsehen zu arbeiten. Graham inszenierte in seiner Karriere weit über 100 Filme, darunter Kinofilme, Fernsehfilme, Episoden von Serien oder TV-Miniserien. 1967 war er in der Kategorie Outstanding Directorial Achievement in Television für die „CBS-Playhouse“-Produktion für die Episode Sadbird für den DGA Award nominiert. 1980 erhielt er eine weitere Nominierung, dieses Mal für den Emmy für die Produktion Das Guayana-Massaker in der Kategorie Outstanding Directing in a Limited Series or a Special.
Zwischen 1956 und 2001 hatte er mit kontinuierlichem Fleiß und einer bemerkenswerten Disziplin bei zahlreichen Episoden populärer US-amerikanischer TV-Serien Regie geführt, im Western-, Dramen-, Krimi-, Abenteuer- oder Spionagegenre unter anderem in: Kein Fall für FBI (1960), Dr. Kildare (1962–1963), Die Leute von der Shiloh Ranch (1962–1971), Gnadenlose Stadt (1961–1963), Gauner gegen Gauner (1964), FBI (1965), Auf der Flucht (1963–1965), Batman (1966), Wettlauf mit dem Tod (1966), Medical Center (1969), Police Story (1973), Flugzeugträger U.S.S. Georgetown (1988), True Blue (1989), Akte X – Die unheimlichen Fälle des FBI (1993–1998), Seven Days – Das Tor zur Zeit (2000) oder The Fugitive (2001).
Sein Kinofilmdebüt gab er 1967 schließlich mit dem Western Wasserloch Nr. 3 mit James Coburn in der Hauptrolle. 1969 drehte er mit der Rock ’n’ Roll Legende Elvis Presley den Film Ein himmlischer Schwindel. Seine letzte Kinoproduktion realisierte er mit 65 Jahren im Jahr 1991, wo er mit dem erotischen Drama Rückkehr zur blauen Lagune mit Brian Krause und Milla Jovovich in den Hauptrollen sowohl als Produzent als auch als Regisseur in Doppelfunktion in Erscheinung trat. Mit dem Fernsehfilm Blood Crime – Cop unter Verdacht mit James Caan beendete er 2002 seine fast 50-jährige Karriere als Regisseur.
William A. Graham starb am 12. September 2013 im Alter von 87 Jahren in Malibu an den Folgen einer Lungenentzündung. Als langjähriger Bewohner von Malibu war Graham auch ein begeisterter Segler.

## Auszeichnungen
- 1967: DGA-Award-Nominierung in der Kategorie Outstanding Directorial Achievement in Television CBS Playhouse für die Episode Sadbird
- 1980: Emmy-Nominierung in der Kategorie Outstanding Directing in a Limited Series or a Special für Das Guayana-Massaker
- 1992: Goldene-Himbeere-Nominierung in den Kategorien Schlechtester Film und Schlechteste Regie für Rückkehr zur blauen Lagune

## Filmografie (Auswahl)

### Filmregisseur
Kino
- 1967: Wasserloch Nr. 3 (Waterhole #3)
- 1968: Tauchfahrt in die Hölle (Submarine X-1)
- 1969: Ein himmlischer Schwindel (Change of Habit)
- 1971: The Last Generation
- 1971: Honky
- 1972: Gebrannte Haut (Cry for Me, Billy)
- 1974: Wo die Lilien blühen (Where the Lilies Bloom)
- 1974: Together Brothers
- 1976: Im Zeichen der Gerechtigkeit (Sounder, Part 2)
- 1982: Harry Tracy – Der letzte Desperado (Harry Tracy, Desperado)
- 1991: Rückkehr zur blauen Lagune (Return to the Blue Lagoon)

Fernsehen
- 1966: Der Flug des Schreckens (The Doomsday Flight)
- 1971: Vater wider Willen (Congratulations, It's a Boy!)
- 1971: Beginn einer Ehe (Marriage: Year One)
- 1973: Duell der Helikopter (Birds of Prey)
- 1973: Mr. Inside/Mr. Outside
- 1974: Larry – Bericht eines Irrtums (Larry)
- 1975: Vermißt im Bermuda-Dreieck (Beyond the Bermuda Triangle)
- 1976: Die 21 Stunden von München (21 Hours at Munich)
- 1977: Minstrel Man
- 1977: Der legendäre Howard Hughes (The Amazing Howard Hughes)
- 1977: Das Cherry-Street-Fiasko (Contract on Cherry Street)
- 1978: Cinderella in Harlem (Cindy)
- 1979: Waisen ohne Hoffnung (Orphan Train)
- 1980: Das Guyana-Massaker (Guyana Tragedy: The Story of Jim Jones)
- 1982: Treibjagd in den Wolken (Deadly Encounter)
- 1983: Die Initiative (M.A.D.D.: Mothers Against Drunk Drivers)
- 1983: Die Frauen von San Quentin (Women of San Quentin)
- 1984: Die Sucht nach Huren (Secrets of a Married Man)
- 1984: Der Model-Killer (Calendar Girl Murders)
- 1986: Die letzten Tage von Frank und Jesse James (The Last Days of Frank and Jesse James)
- 1987: Los Angeles Police: Mord auf dem Freeway (Police Story: The Freeway Killings)
- 1987: Ein Mann aus Stahl (Proud Men)
- 1988: Die tödliche Straße der Träume (Street of Dreams)
- 1989: Gejagt bis in den Tod (Billy the Kid)
- 1990: Montana
- 1992: Elvis – Tragödie einer Karriere (Elvis and the Colonel: The Untold Story)
- 1992: Zerschlagene Träume (Bed of Lies)
- 1993: Verabredung mit einem Killer (Beyond Suspicion)
- 1994: Tod eines Cheerleaders (A Friend to Die For)
- 1995: Deine Tochter und mein Mann (Betrayed: A Story of Three Women)
- 1995: Die Rache der Schönheitskönigin (Beauty's Revenge)
- 1995: Drohung aus dem Dunkeln (Terror in the Shadows)
- 1996: Der Mann, der Eichmann jagte (The Man Who Captured Eichmann)
- 1997: Schwarze Messen auf dem Kampus (Dying to Belong)
- 1997: Für einen Mann durch die Hölle (Sleeping with the Devil)
- 1999: Die Jagd nach dem Unicorn-Killer (The Hunt for the Unicorn Killer)
- 2001: Robin Cook: Tödliches Risiko (Acceptable Risk)
- 2002: Blood Crime – Cop unter Verdacht (Blood Crime)

### Filmproduzent
- 1991: Rückkehr zur blauen Lagune (Return to the Blue Lagoon)